# Opus III
Opus III war eine britische Electro- und Popband aus London, die 1992 mit It’s a Fine Day einen weltweiten Hit hatte. Der Bandname stammt aus dem Stummfilm Opus 3 von Walter Ruttmann aus dem Jahre 1924.

## Bandgeschichte
1992 gründeten Ian Munro, Kevin Dodds, Kirsty Hawkshaw und Nigel Walton Opus III und veröffentlichten im Juli das Debütalbum Mind Fruit, auf dem Hawkshaws weibliche Stimme mit Ambient-House-Sounds verschmolz. Bereits im Februar erschien die Vorabsingle It’s a Fine Day, eine Coverversion des von 1983 stammenden Liedes der britischen Sängerin Jane. Der Dancetrack erreichte Platz fünf der UK-Charts und Platz eins der Billboard Dance-Charts, aber auch die Top 20 in Deutschland und Österreich sowie die Top 30 der Schweiz. Als Folgesingle kam I Talk to the Wind, eine Coverversion des 1969er Titels der Progressive-Rock-Band King Crimson, in die Läden, konnte aber nicht an den Erfolg von It’s a Fine Day anschließen und kam lediglich im Vereinigten Königreich kurzzeitig in die Hitparade (Platz 52).
Das zweite Album, Guru Mother, erschien im Juni 1994 und enthielt wieder Elemente aus Ambient und House. Zwar erreichte die Auskopplung When You Made the Mountain wieder Platz 1 der Billboard Dance-Charts, blieb aber ansonsten weitgehend unbeachtet. Der im August folgende Singletrack Hand in Hand blieb ebenso hinter den Erwartungen zurück und erklomm lediglich in den US-Dance-Charts eine nennenswerte Platzierung (Platz 14). Daraufhin trennte sich die Gruppe und Hawkshaw widmete sich der Arbeit als Studiomusikerin, unter anderem für DJ Tiesto und The Orb.

## Diskografie

### Studioalben
- 1992: Mind Fruit (PWL International; 28. Juli)
- 1994: Guru Mother (PWL International; VÖ: 21. Juni)

### Singles
| Jahr | Titel Album                                              | Höchstplatzierung, Gesamtwochen, AuszeichnungChartplatzierungen (Jahr, Titel, Album, Platzierungen, Wochen, Auszeichnungen, Anmerkungen) | Höchstplatzierung, Gesamtwochen, AuszeichnungChartplatzierungen (Jahr, Titel, Album, Platzierungen, Wochen, Auszeichnungen, Anmerkungen) | Höchstplatzierung, Gesamtwochen, AuszeichnungChartplatzierungen (Jahr, Titel, Album, Platzierungen, Wochen, Auszeichnungen, Anmerkungen) | Höchstplatzierung, Gesamtwochen, AuszeichnungChartplatzierungen (Jahr, Titel, Album, Platzierungen, Wochen, Auszeichnungen, Anmerkungen) | Höchstplatzierung, Gesamtwochen, AuszeichnungChartplatzierungen (Jahr, Titel, Album, Platzierungen, Wochen, Auszeichnungen, Anmerkungen) | Anmerkungen |
| Jahr | Titel Album                                              | DE | AT | CH | UK | Dance | Anmerkungen |
| ---- | -------------------------------------------------------- | --- | --- | --- | --- | --- | --- |
| 1992 | It’s a Fine Day Mind Fruit                               | DE18 (16 Wo.)DE | AT14 (12 Wo.)AT | CH24 (2 Wo.)CH | UK5 (8 Wo.)UK | Dance1 (12 Wo.)Dance | Erstveröffentlichung: 10. Februar 1992 Autor: Edward Barton Original: Jane, 1983                                     |
| 1992 | I Talk to the Wind Mind Fruit                            | — | — | — | UK52 (1 Wo.)UK | — | Erstveröffentlichung: 15. Juni 1992 Autoren: Ian McDonald, Peter Sinfield Original: King Crimson, 1969               |
| 1994 | When You Made the Mountain Guru Mother                   | — | — | — | UK75 (1 Wo.)UK | Dance1 (13 Wo.)Dance | Erstveröffentlichung: 30. Mai 1994 Autoren: Ian Munro, Kevin Dodds, Kirsty Hawkshaw, Martin Brammer, Nigel Walton    |
| 1994 | Hand in Hand (Looking for Sweet Inspiration) Guru Mother | — | — | — | UK79 (2 Wo.)UK | Dance14 (10 Wo.)Dance | Erstveröffentlichung: 28. August 1994 Autoren: Ian Munro, Kevin Dodds, Kirsty Hawkshaw, Martin Brammer, Nigel Walton |